# Lycée Saint-Marc
Pour les articles homonymes, voir Saint-Marc.
Le lycée Saint-Marc est un établissement français privé d’enseignement secondaire et supérieur, situé 10, rue Sainte-Hélène à Lyon, dans le deuxième arrondissement, au cœur du quartier d'Ainay. Il appartient au Centre Saint-Marc et est sous tutelle jésuite. C'est donc un établissement privé, catholique sous contrat d’association avec l’Etat.

## Histoire
En 1864, une communauté jésuite installée rue Sala, dans le deuxième arrondissement de Lyon, fait l'acquisition d'un terrain à proximité, rue Sainte-Hélène, pour édifier sa résidence et une chapelle, mais aussi pour accueillir des œuvres sociales. Sept ans plus tard, la communauté obtient le droit de créer un collège qu'elle nomme 'Externat Saint-Joseph'.
Mais dès 1880, les Jésuites sont de nouveau bannis de l’enseignement après les décrets de Jules Ferry sur la laïcité. Ils continuent alors de dispenser leurs cours en secret, et des familles chrétiennes rachètent les bâtiments de la rue Sainte-Hélène, alors confisqués, pour permettre la réouverture de l’établissement au début du XXe siècle. En 1920, l'externat compte 600 élèves, de la maternelle aux terminales.
Le lycée est réquisitionné le 8 juin 1944 par la Milice jusqu'à la libération de la ville le 3 septembre. Il rouvre ses portes en 1946, accueillant près de 900 élèves à la fin des années 60. En 1971, l’externat Saint-Joseph devient le lycée Saint-Marc et s’ouvre à la mixité.

## Enseignement
Sous une tutelle congréganiste assez lointaine, le lycée abrite des élèves qui préparent le baccalauréat général ainsi que des élèves en CPGE littéraires (Khâgne B/L).
Classement du Lycée
Avec 100% de réussite au Baccalauréat et 92% de mentions en 2025, le Lycée Saint-Marc fait partie des meilleurs établissements du département.
Spécificités de l'établissement
Le Lycée Saint-Marc propose des classes à projets en Seconde ("Citoyens du monde", "Estudios Hispanicos", "Théâtre et Arts de la Scène", "Solid'R") ainsi que trois classes de section européenne.
Les options sont : le chinois ou l'italien LV3, la latin, le grec, le cinéma audiovisuel et le théâtre.
Dans le cadre de la Vie internationale, de nombreux échanges sont proposés, que ce soit sous forme de mobilités individuelles, ou de mobilités de groupes
A partir de la Première, les élèves peuvent suivre l'option "Arts Plastiques". Ils sont également invités à participer au "P.A.S." (Projet d'Actions de Solidarité) et doivent choisir trois spécialités parmi les 11/13 proposées par l'établissement.
En Terminale, les élèves abandonnent une de leur trois spécialités mais peuvent prendre les options "Droit et Grand Enjeux du monde Contemporain", "Mathématiques Expertes" ou "Mathématiques Complémentaires".
Ils participent également aux "Sessions". Les "Sessions de Terminale" sont des temps passés en dehors du lycée pendant lesquels les élèves sont invités à réfléchir au sens qu'ils souhaitent donner à leur vie.
L'exercice de la "Disputatio" et la préparation à l'oral leur permettent également de se préparer à l'épreuve du "Grand Oral".
Enfin, des modules tels que le "Module Médecine", le "Module IEP" ou encore le "Module de préparation en Mathématiques aux Classes Préparatoires" leur offrent la possibilité de se préparer à l'enseignement supérieur.
A noter : le Lycée Saint-Marc dispose d'un "Microlycée". Le "Microlycée" est un dispositif spécifique permettant à des élèves décrocheurs de reprendre leurs études.
Classements des CPGE
Le classement national des classes préparatoires aux grandes écoles (CPGE) se fait en fonction du taux d'admission des élèves dans les grandes écoles. En 2025, L'Étudiant donnait le classement suivant pour les concours de 2024 :
Lycée Saint-Marc :
- 1re/32 du "Panier large"     comprenant les Grandes Ecoles Suivantes : ENS, Ensae, Ensai, Esit, ENSG     Géomatique, Celsa, ISMaPP, Dauphine, masters et diplômes ENS, UTT, ENSC, Epita, TSE, 10 IEP, écoles de commerce (banques BCE & Ecricome).
- 5e/32 du classement des admissions à l'ENS.

## Actualités
Depuis juin 2025, le lycée Saint-Marc fait l'objet d'un mouvement d'un collectif regroupant plus de 80% des professeurs non OGEC, afin de s'opposer au licenciement économique de son chef d'établissement M. Eric Pireyre.
Décidé par la tutelle jésuite et le conseil d'administration de l'Association Saint-Marc d'Education Chrétienne, ce licenciement économique semble en effet contredit par les bilans financiers du centre Saint-Marc largement excédentaires, portés principalement par ceux du lycée.

## Anciens élèves
Certains anciens élèves du lycée Saint Marc, autrefois externat Saint-Joseph, se sont illustrés dans les domaines de la politique, des arts et des lettres au niveau local et parfois national.

## Professeurs
- Louis Pize (poète)[réf. souhaitée]
- Paul Rivière (grand résistant et homme politique)[réf. nécessaire]
- Alexis Jenni (professeur agrégé de biologie, prix Goncourt 2011)[réf. nécessaire]